# Okres Dornbirn
Okres Dornbirn (německy Bezirk Dornbirn) je jedním ze čtyř správních okresů v rakouské spolkové zemi Vorarlbersko. Jeho okresní hejtmanství se nachází ve městě Dornbirn.
Okres má rozlohu 172,37 km² a žije zde 90 860 obyvatel (k 1. 1. 2022).
Na severu a východě hraničí s okresem Bregenz, na jihu s okresem Feldkirch a na západě se švýcarským kantonem St. Gallen. Hranice okresu jsou tvořeny státní hranicí v řece Rýn, řekou Dornbirner Ach a dále hranicemi jednotlivých sousedních obcí.
Okres Dornbirn je nejlidnatějším a s výjimkou statutárních měst také rozlohou nejmenším okresem v Rakousku.

## Historie
Okres Dornbirn je relativně mladým správním okresem, k jeho vzniku došlo teprve v roce 1969, kdy se oddělil od správního okresu Feldkirch.

## Správa
Okres Dornbirn se člení na tři obce, z toho jsou dvě města a jeden městys. Lustenau je největším městysem v Rakousku, Dornbirn je pro změnu největším městěm ve Vorarlbersku a Hohenems je nejmladším městěm v této spolkové zemi (od roku 1983). Z celkové rozlohy okresu zabírá obec Dornbirn přibližně 70 % (120,93 km²), obec Lustenau přibližně 13 % (22,26 km²) a obec Hohenems přibližně 17 % (29,17 km²). 
Spravovaná oblast okresu Dornbirn je shodná se spravovanou oblastí soudního okresu Dornbirn, a proto podléhá jurisdikci okresního soudu v Dornbirnu a zemského soudu ve Feldkirchu.

## Města a obce
Údaje o populaci jsou platné k 1. lednu 2022.
| Obec     | Poloha | Počet obyv. | km²    | Obyv./ km² | Soudní okres | Oblast       | Typ obce | Foto |
| -------- | ------ | ----------- | ------ | ---------- | ------------ | ------------ | -------- | ---- |
| Dornbirn |        | 50333       | 120,93 | 416        | Dornbirn     | Rýnské údolí | Město    |      |
| Hohenems |        | 16946       | 29,17  | 518        | Dornbirn     | Rýnské údolí | Město    |      |
| Lustenau |        | 23581       | 22,26  | 1059       | Dornbirn     | Rýnské údolí | Městys   |      |